# Dunkleosteus
Dunkleosteus (de Dunkle, apellido de David Dunkle, y griego antiguo: osteos «hueso») es un género de peces placodermos artródiros que existieron a finales del período Devónico, desde hace aproximadamente 380 hasta 360 millones de años, en el Frasniense y Fameniense. De algunas especies descritas se han hallado numerosos fósiles en Norteamérica, Polonia, Bélgica y Marruecos.
Como otros diníctidos, Dunkleosteus se caracterizaba por una cabeza acorazada provista de mandíbulas con cuchillas dentales poco usuales. Aunque otros placodermos rivalizaban con él en tamaño, Dunkleosteus es considerado uno de los depredadores marinos más fieros y mortales que han existido. Con hasta seis metros de largo y 1 tonelada de peso, este cazador estuvo en la cima de la cadena alimentaria de su ambiente y, probablemente, depredaba toda clase de fauna. 
Nuevos estudios han revelado varios rasgos tanto en su alimentación y biomecánica como en su ecología y fisiología. En las últimas décadas, Dunkleosteus ha logrado reconocerse en la cultura popular, con una gran cantidad de especímenes en exposición, y notables apariciones en medios de entretenimiento.

## Descripción

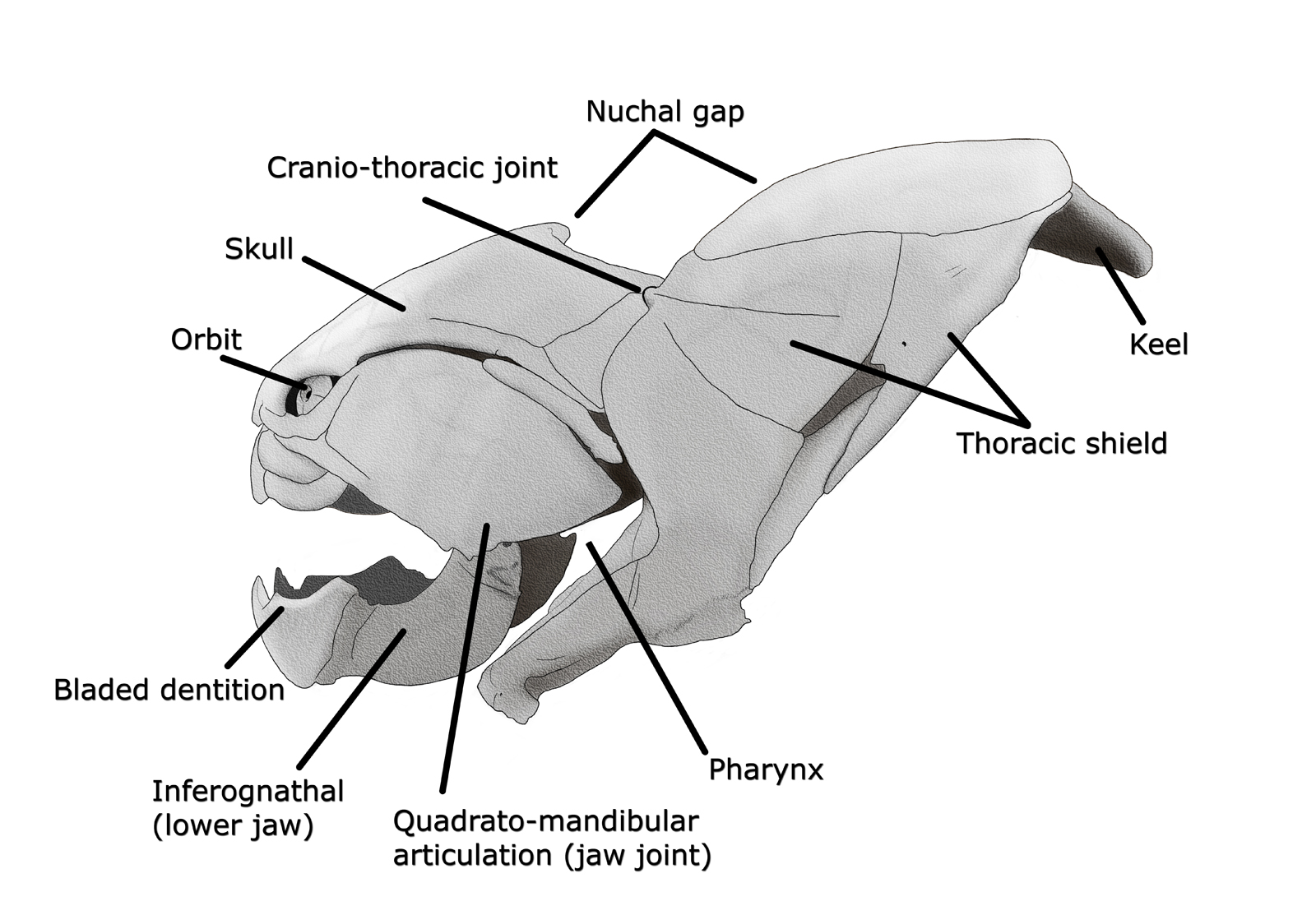
Esquema del cráneo y escudo torácico de Dunkleosteus.

Se estima que D. terrelli y Dunkleosteus sp. medían más o menos entre cuatro y seis metros de longitud, pesando aproximadamente 1 tonelada. El cráneo y parte del tórax estaban recubiertos por placas óseas que se articulaban formando una "armadura", pero el resto del cuerpo era desnudo y escamoso. Esta armadura, aunque era rígida, se componía de suturas en las cuales se insertaban músculos, ligamentos y, en algunas de ellas, se formaban articulaciones. Las mandíbulas carecían de dientes verdaderos y estaban dotadas de un juego de cuchillas dentales, con las que podía despedazar carne y triturar huesos. Del resto del cuerpo no se ha descubierto material fósil, lo que indica que sus vértebras fueron cartilaginosas o muy poco osificadas, explicando su fragilidad para la fosilización, análogo de los tiburones. Sin embargo, es comúnmente representado con dos pares de aletas, una dorsal y una cola asimétrica (epicerca), basándose en esqueletos de placodermos parecidos.
El cráneo, más el escudo torácico, medía 1,3 metros a su punto más amplio, y las placas de su armadura 5 cm de grosor. Sus cápsulas nasales no estuvieron fusionadas al resto de la bóveda craneal, algo que distingue a los placodermos de los demás vertebrados con mandíbulas. Al igual que todos los artrodiros, Dunkleosteus tuvo una articulación que se ubicaba entre las placas dorsales y el cráneo, conocida como epaxial, que le hubiera permitido alzar la cabeza hacia arriba, y por tanto cazar grandes presas con facilidad.
Los artrodiros también poseían esqueletos osificados hasta cierto grado, tanto internamente como externamente. El típico tejido superficial de los huesos dérmicos (placas óseas) de Dunkleosteus no era dentina, como en la mayoría de los peces, sino un tejido único de los placodermos, conocido como semidentina. La microestructura de un hueso de Dunkleosteus tuvo que ser muy similar a la de un hueso común, ya que era poroso y daba forma a un tejido esponjoso en la capa media de los huesos dérmicos.

## Historia

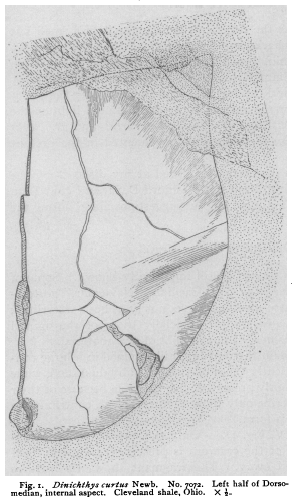
Antigua reconstrucción de una placa dorsal de Dunkleosteus.

Los primeros restos de Dunkleosteus fueron descubiertos por el geólogo Jay Terrell en 1867, a las orillas del lago Erie, en Sheffield Lake (Ohio). Constaban de un cráneo parcial y una placa dorsal del escudo torácico, posteriormente destruidos en un incendio de Elyria. Después de haberse hallado más fósiles del animal, el geólogo John Strong Newberry les dio el nombre de Dinichthys terrelli en 1873, en honor a su descubridor.
Eventualmente, Newberry mostró un gran interés en Dunkleosteus, por lo que dedicó años a la búsqueda y estudio de sus fósiles, denominando erróneamente a muchos de ellos como especies del género, en ese entonces conocido como Dinichthys. Otro experto que realizó varias investigaciones y trabajos fue el profesor Charles R. Eastman, quien describió varios géneros de artrodiros tales como Coccosteus y una especie de Dinichthys, hoy asignada dentro de Dunkleosteus.
Aunque docenas de especímenes, incluyendo cráneos completos, fueron descritos hasta comienzos del siglo XX, no se ilustraron reconstrucciones precisas de Dunkleosteus durante seis décadas desde su descubrimiento.

## Clasificación

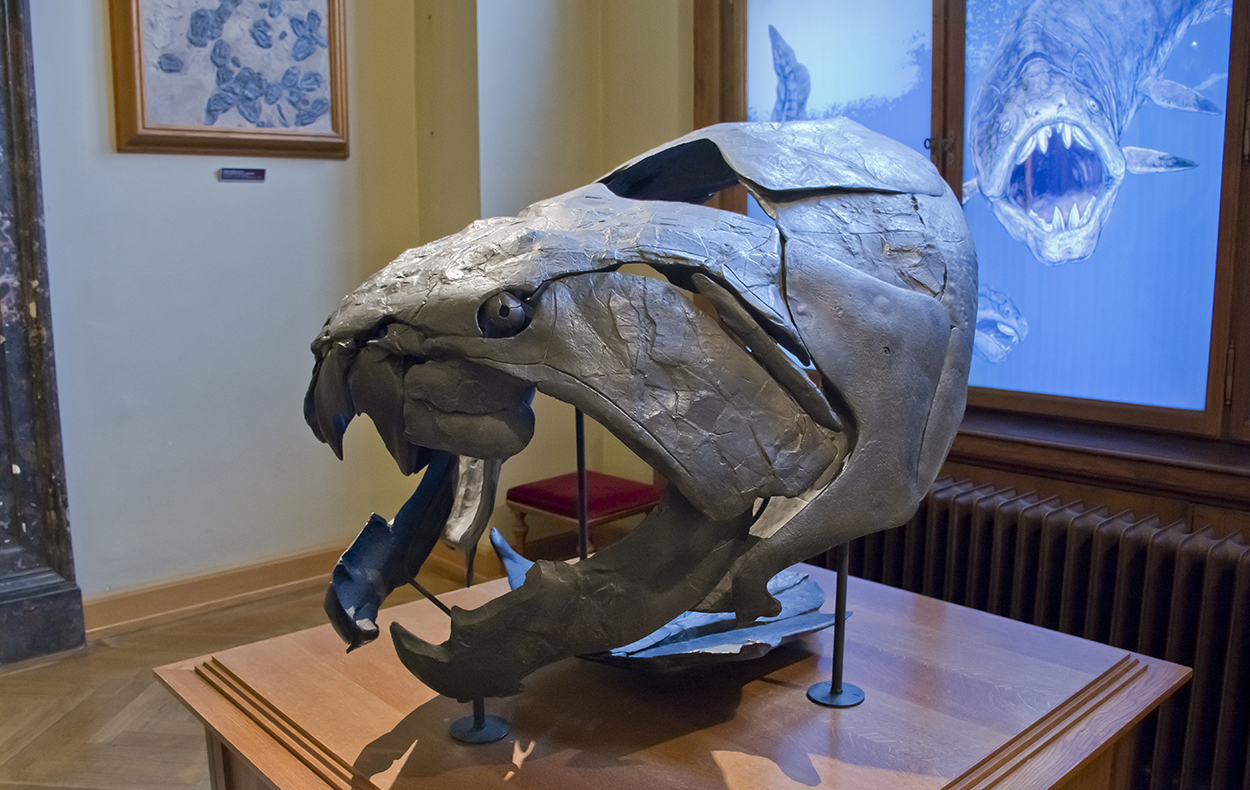
Esqueleto parcial de Dunkleosteus, expuesto en el Museo de Queensland.

Dunkleosteus pertenece a la familia Dinichthyidae, la cual se nombró con base al Dinichthys. Durante varios años, dicho género sirvió como un taxón "reciclable", en que muchos diníctidos y otros artrodiros eran clasificados entre sus especies, hasta que nuevos estudios dividieron al género en tres, Dunkleosteus, Dinichthys, y Eastmanosteus. Al perder especies por motivo de la nueva taxonomía, el mismo Dinichthys terminó siendo muy poco conocido al pasar los años, y mientras no se haga una re-investigación de su escaso holotipo, no se podrá determinar si efectivamente es sinónimo o no de Dunkleosteus, como mucho se especula. Este género se nombró en honor a David Dunkle, antiguo director de paleontología vertebrada del Museo de Cleveland de Historia Natural.
Los tres géneros continuaron siendo un grupo que funcionó como reciclable para nuevas especies, hasta que muchos de sus miembros se re-clasificaron y re-ordenaron debidamente. Actualmente, la familia contiene once géneros válidos y uno dudoso, siendo Dunkleosteus, el más grande y popular de todos.

### Especies
Existen al menos diez especies diferentes de Dunkleosteus descritas hasta el momento.

#### D. terrelli
Esta es la especie de mayor tamaño y mejor conocida del género. Tenía un hocico redondeado. Los restos fósiles de D. terrelli han sido hallados en estratos de finales del Devónico desde el Frasniano Superior hasta el Famenniano Superior en los Estados Unidos (Esquistos Huron y Cleveland de Ohio, Conneaut de Pensilvania, Esquisto Chattanooga de Tennessee, La Formación Lost Burro, California, y posiblemente la brecha de Ives en Texas) y Europa.

#### D.? belgicus
Conocido de fragmentos descritos del Fammenniano de Bélgica.

#### D. denisoni
Conocido de una placa dorsal media pequeña, de apariencia típica para Dunkleosteus, pero mucho menor de lo normal.

#### D. marsaisi
D. marsaisi se refiere a los fósiles deDunkleosteus hallados en estratos de finales del Devónico del Famenniano Inferior de los Montes Atlas en Marruecos. Difiere tanto en tamaño (los cráneos conocidos promedian 35 centímetros de longitud) y en forma de D. terrelli. En D. marsaisi, el hocico es más estrecho, y puede poseer una fenestra postpineal. Muchos investigadores lo consideran un sinónimo de D. terrelli.  H. Schultze considera a D. marsaisi como miembro de Eastmanosteus.

#### D. magnificus
Un placodermo grande del Esquisto Rhinestreet del Frasniano de Nueva York. Fue descrito originalmente como Dinichthys magnificus por Hussakof y Bryant en 1919, y luego como Dinichthys mirabilis por Heintz en 1932. Dunkle y Lane lo trasladaron a Dunkleosteus en 1971.

#### D. missouriensis
Conocido de fragmentos del Frasniano de Misuri. Dunkle y Lane lo consideraron como muy similar a D. terrelli.

#### D. newberryi
Conocido principalmente de una placa infragnatal de 28 centímetros de largo que tiene una prominente cúspide anterior. Hallado en una sección del Frasniano del Grupo Genesee de Nueva York, y originalmente descrito como Dinichthys newberryi.

#### D. amblyodoratus
D. amblyodoratus es conocido de algunos restos fragmentarios de estratos del Devónico Superior de Kettle Point, Canadá. El nombre de la especie significa "lanza roma" y se refiere a la forma en que las placas nucal y paranucal en la parte posterior de la cabeza crean una apariencia de cabeza de lanza despuntada. Aunque solo se conoce de estos fragmentos, se estima que habría medido cerca de seis metros de largo en vida.

#### D. raveri
D. raveri es una pequeña especie, posiblemente de un metro de longitud conocida a partir de una bóveda cranueal sin aplastamiento, hallada en una concreción de carbonato hallada en el fondo del Esquisto Huron, en los estratos del Fameniano de Ohio. Aparte de su pequeño tamaño, tenía ojos comparativamente grandes. Debido a que D. raveri fue hallado en estratos directamente por debajo de donde se hallaron los restos de D. terrelli, se ha sugerido que D. raveri pudo haber dado origen a D. terrelli. El nombre de la especie conmemora a Clarence Raver de Wakeman, Ohio, EE. UU., quien descubrió la concreción en la que se encontró el holotipo.

## Procedencia
Los estratos que han preservado al Dunkleosteus datan del Devónico Superior, del Frasniense tardío al Fameniense tardío, por lo que existió durante aproximadamente 20 millones de años. El rango geográfico de D. terrelli está restringido solamente en Norteamérica. Se han notificado hallazgos en los esquistos de Huron y Cleveland, en Ohio, en el esquisto de Riceville (Pensilvania), de Chattanooga (Tennessee), en la Formación Lost Burro (California) y dudosamente en Ives Breccia (Texas). Otras especies han sido documentadas de Nueva York, Bélgica, Polonia y del sur de Marruecos. Esta amplia distribución demuestra que Dunkleosteus estuvo bien adaptado a su nicho ecológico, lo que lleva a creer que tomó el rol del actual tiburón blanco (Carcharodon carcharias), depredando en las costas de todo continente.

## Paleobiología

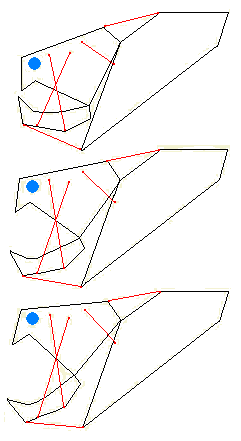
Biomecánica de las mandíbulas de Dunkleosteus.

Algunos fósiles del cráneo y escudo torácico demuestran que Dunkleosteus presentaba tendencias caníbales, ya que presentan mordidas que coinciden con su misma "dentadura" y que posteriormente no se curaron. Es frecuente encontrar fósiles de Dunkleosteus junto a huesos semi-digeridos y poco masticados de otros peces, de los que se especula que rutinariamente los "vomitaba", en vez de digerirlos.
A partir de varios especímenes, se desarrolló un modelo en computadora con el que se comprobó que Dunkleosteus poseía una mordida realmente poderosa, que fue quizás la más mortífera de todos los peces, y que solo sobrepasan grandes cocodrilos y dinosaurios. Los cálculos indican que las cuchillas frontales mordían a una presión de 5363 newtons, mientras las laterales a una de 4414. Anteriores investigaciones especularon que la mordida era fuerte pero lenta, sin embargo este mismo estudio demostró que el cráneo, al poseer varias articulaciones, adquirió también una mordida extremadamente rápida.
Los fósiles más comunes de Dunkleosteus son las placas de su armadura, y muchas de estas suelen provenir de individuos juveniles o semi-adultos, algo que ha permitido análisis y estudios sobre su crecimiento. Al compararse esqueletos parciales de dos especímenes, uno adulto y otro juvenil, se pudo notar que en el cráneo del individuo más pequeño ciertas cavidades eran distintas, lo cual indica que al crecer las placas se iban fusionando, algo interpretado como un rasgo ontogenético.

## Paleoecología

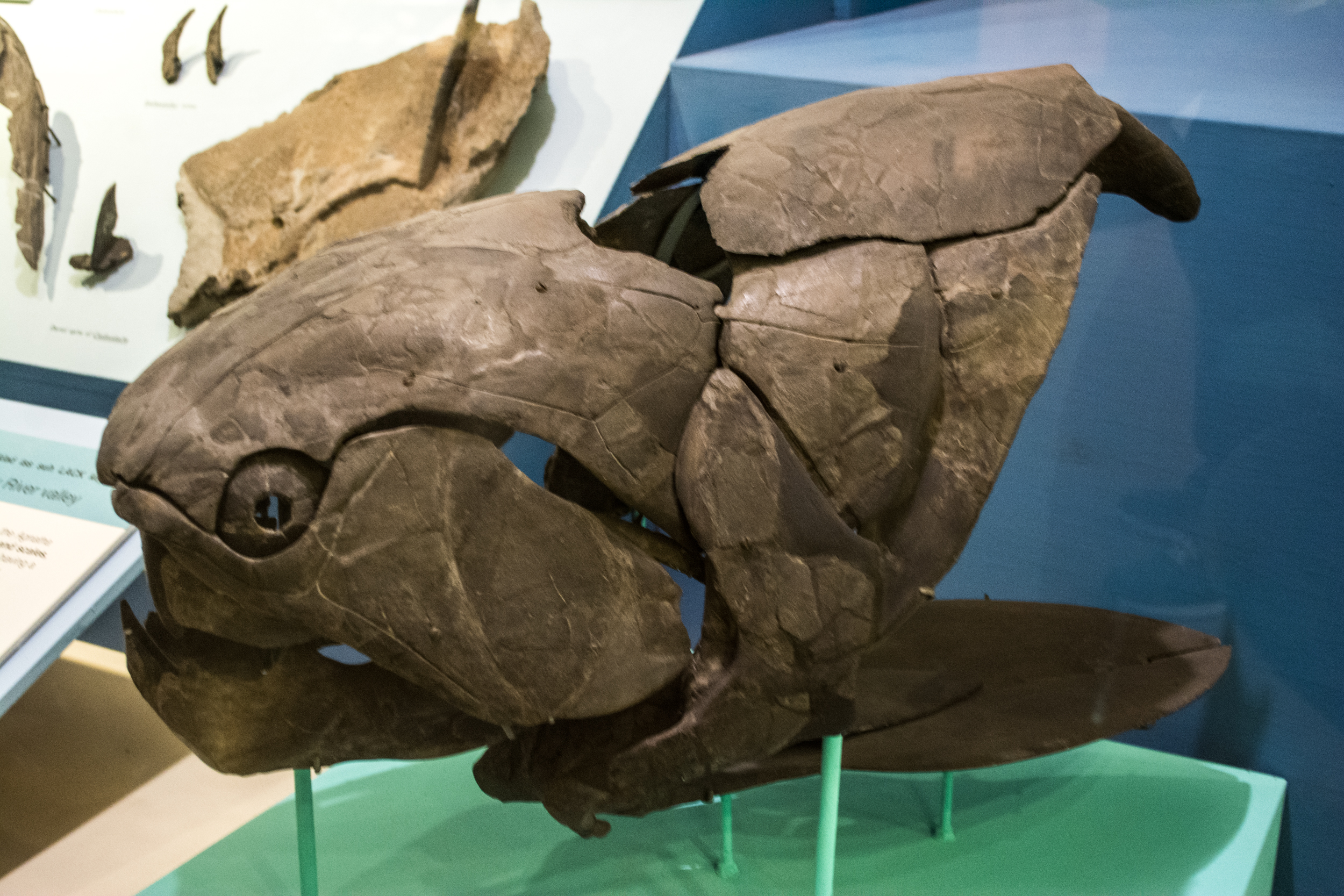
Cráneo juvenil de Dunkleosteus terrelli, en exhibición en el Museo de Historia Natural de Cleveland, Ohio, Estados Unidos. El cráneo fósil original fue recolectado por Peter Bungart en 1941 en Cleveland Shale, a lo largo del río Black, en el condado de Lorain, Ohio.

Dunkleosteus coexistió con tiburones, acantodios, artrópodos, moluscos y otros placodermos, a los cuales cazaba. Es muy probable que este depredador se encontrase en la cima de la cadena trófica de su ecosistema, pasando a ser denominado superpredador. En Norteamérica, algunos de sus fósiles se han excavado en pizarras de Pensilvania y Nueva York en las que es habitual encontrar depósitos de aguas costeras, ríos, estuarios y del antiguo delta de Catskill, aunque, como muchos artrodiros, es más común hallarlos en pizarras oscuras, cuyos sedimentos depositan un antiguo mar estancado y relativamente profundo conocido como Kaskaskia, que se extendía por las costas del suroeste de Euramérica. Esto señala que Dunkleosteus habitó en zonas fóticas, ya que las profundidades de este mar eran anóxicas debido a su estancamiento. Aunque las poblaciones de Dunkleosteus abundaban en estos ecosistemas, los hallazgos en Europa y Marruecos demuestran que su distribución fue, en general, mucho mayor, y que debió recorrer todo el continente de Euramérica, llegando incluso a las costas de Gondwana. Es posible que Dunkleosteus haya vivido y cazado también en mar abierto, aunque a menor escala.

## En la cultura popular

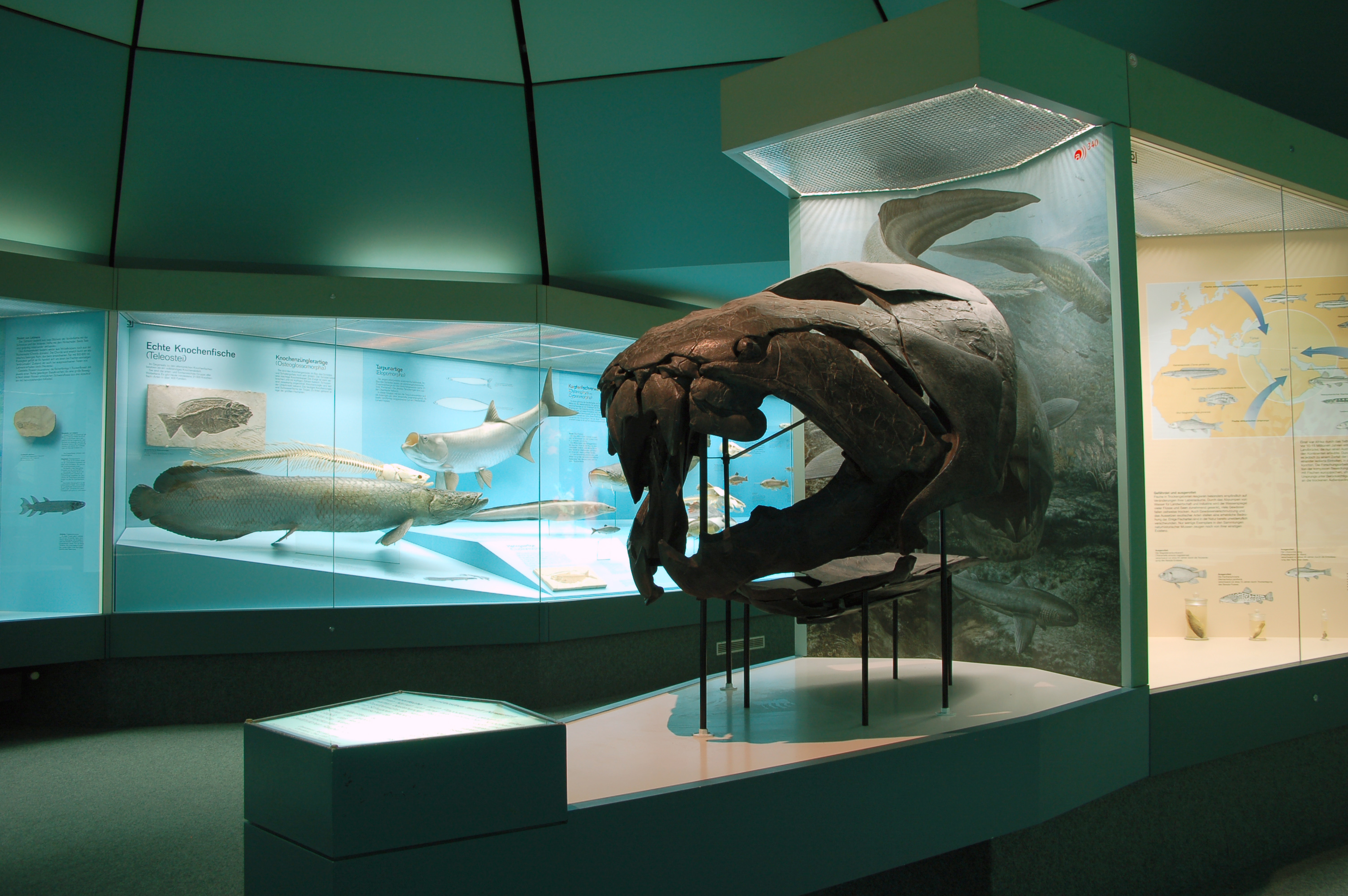
Exposición del cráneo de un Dunkleosteus en el Museo de Senckenberg.

El Museo de Cleveland de Historia Natural donó una réplica a tamaño real de Dunkleosteus a Sheffield Lake, y en el sitio de su descubrimiento fue marcado un monumento histórico en 2002. Desde entonces, la ciudad ha puesto mayor atención al feroz depredador, cuyos residentes llaman "Dunkle". Además en apariciones en documentales de la BBC  como Sea Monsters del 2003 y Animal Armageddon del 2010.

## Galería

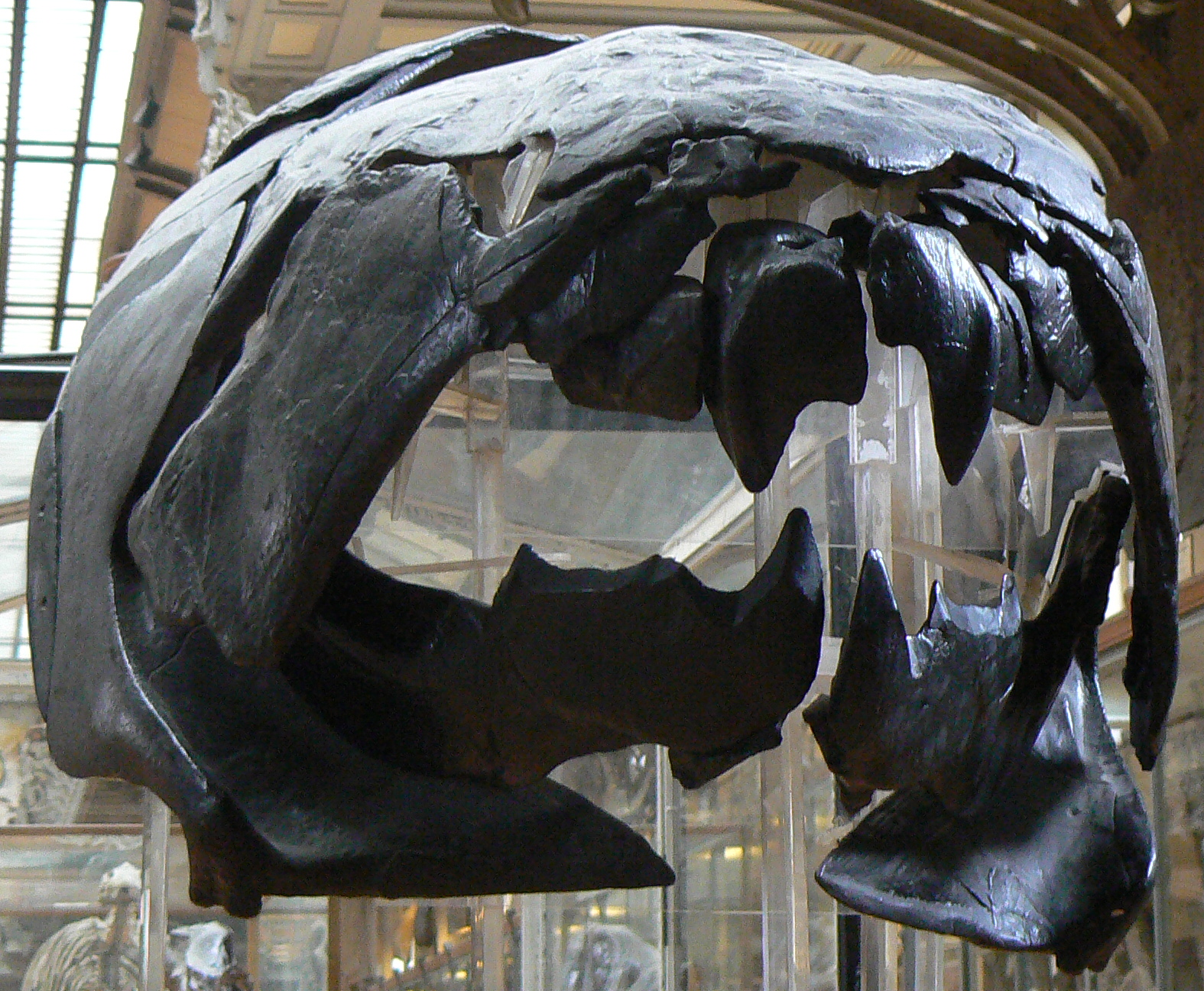
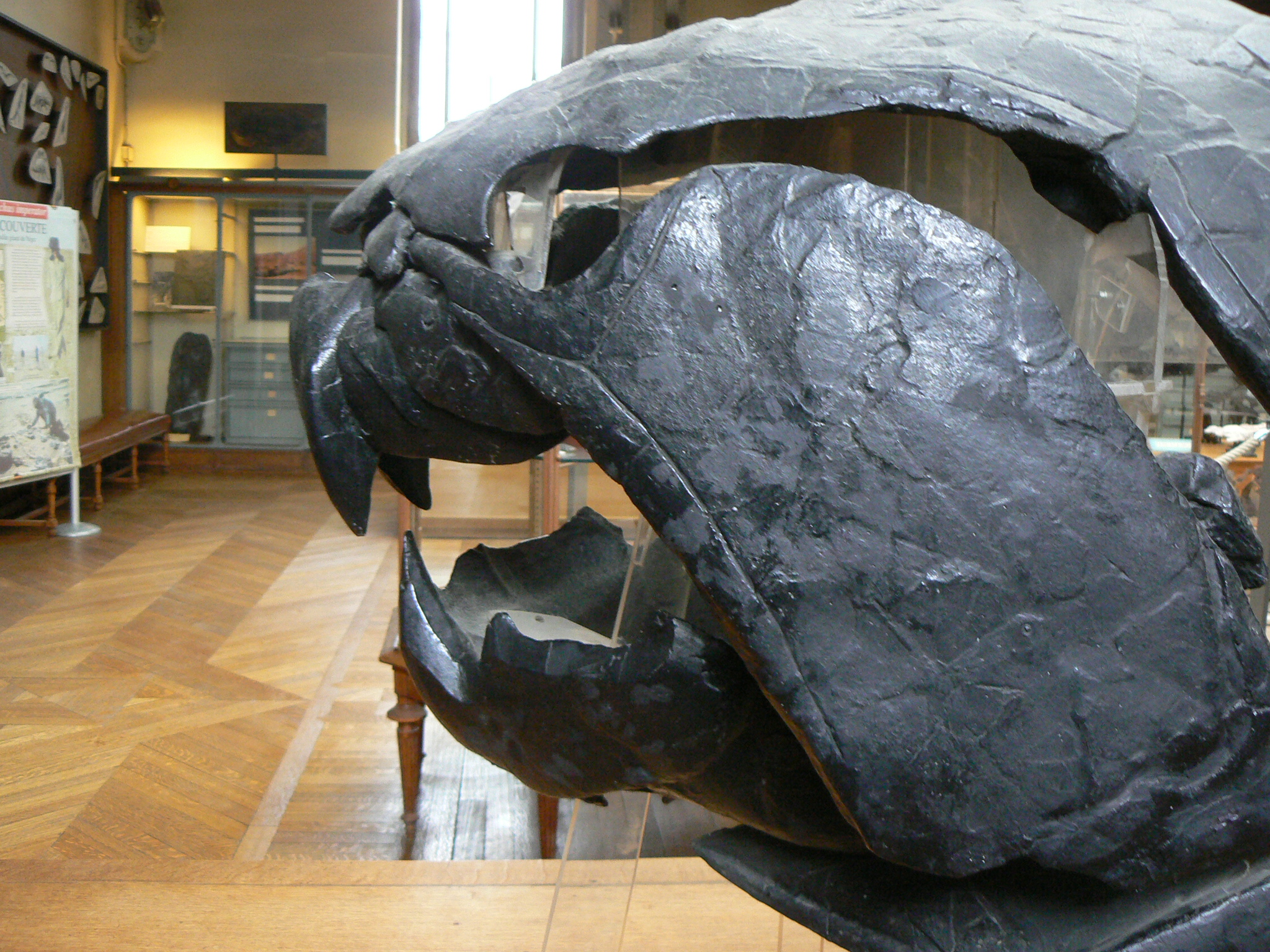
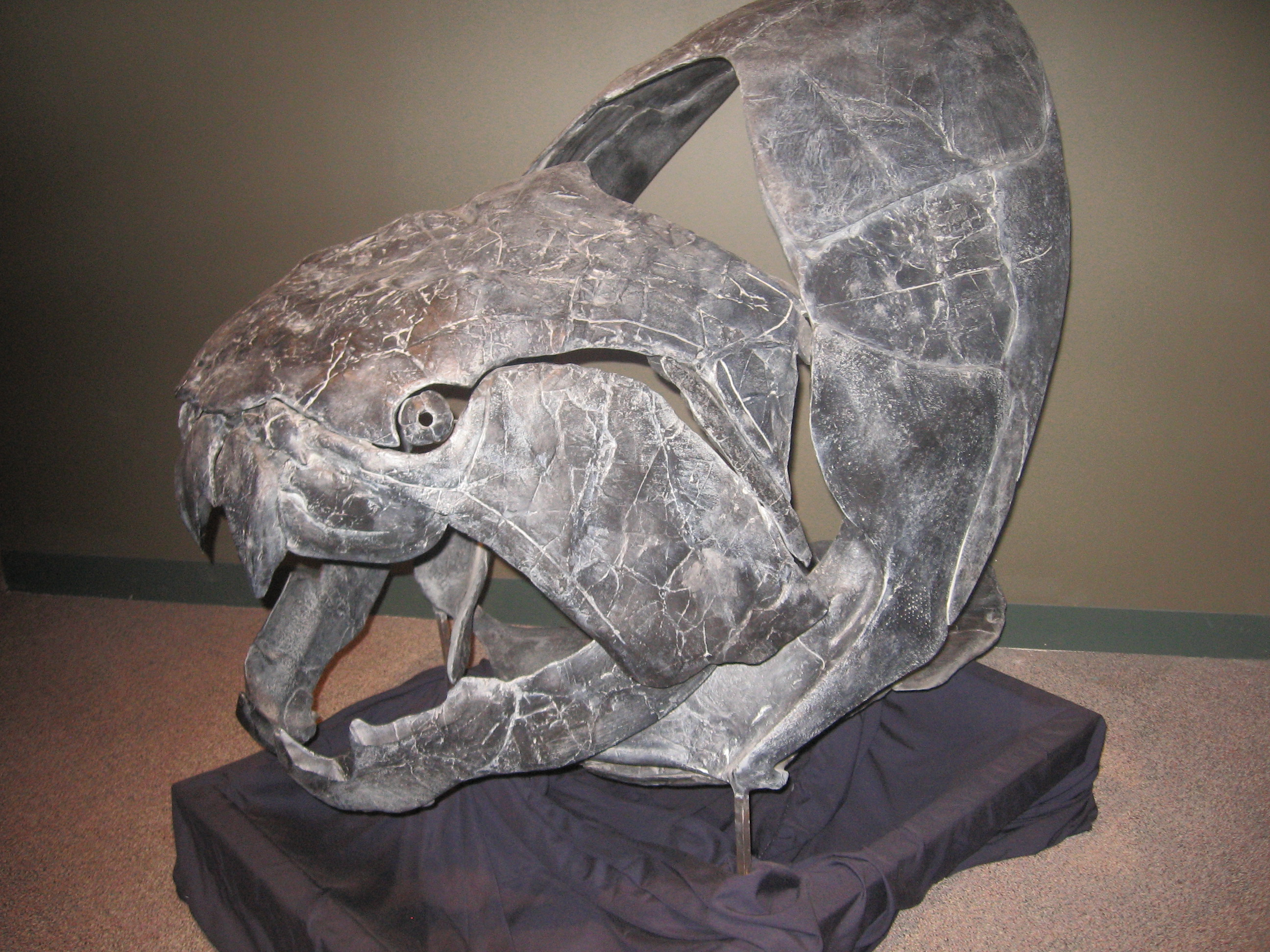
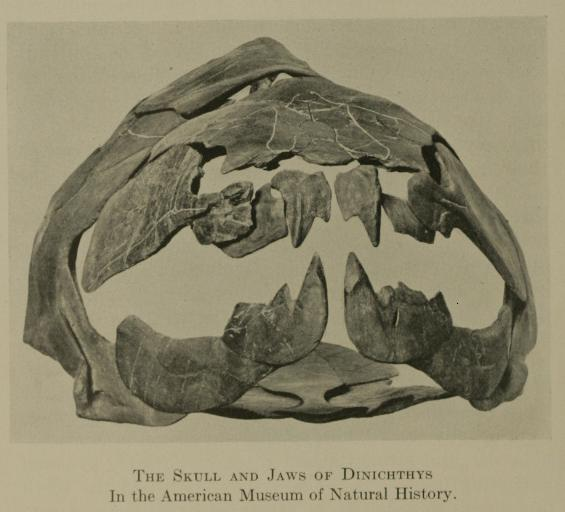
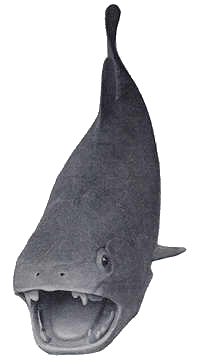